# Umbellozetes squamaceus
Umbellozetes squamaceus är en kvalsterart som beskrevs av Wang och Shen 1999. Umbellozetes squamaceus ingår i släktet Umbellozetes och familjen Tegoribatidae. Inga underarter finns listade i Catalogue of Life.